# Désaignes
Désaignes är en kommun i departementet Ardèche i regionen Auvergne-Rhône-Alpes i sydöstra Frankrike. Kommunen ligger  i kantonen Lamastre som ligger i arrondissementet Tournon-sur-Rhône. År 2022 hade Désaignes 1 145 invånare.

## Befolkningsutveckling
Antalet invånare i kommunen Désaignes
Referens: INSEE

## Galleri

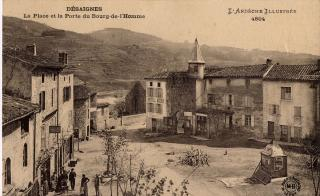
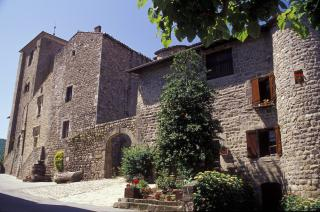
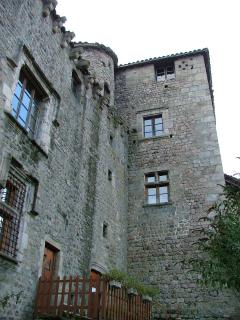
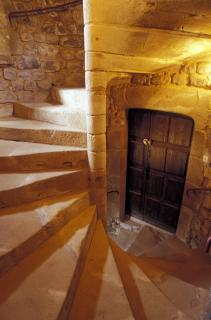
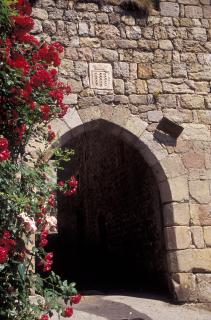
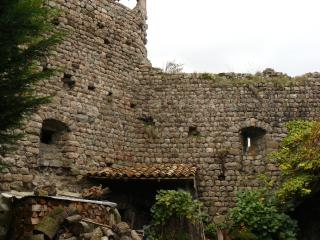
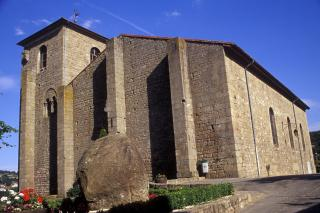
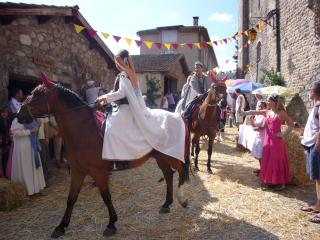
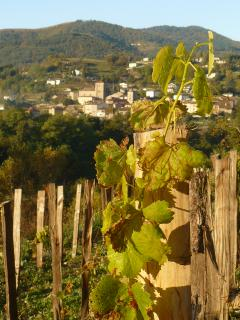